# فرانك مان (مهندس)
فرانك مان (بالإنجليزية: Frank Mann)‏ هو مهندس أمريكي، ولد في 22 نوفمبر 1908 في هيوستن في الولايات المتحدة، وتوفي بنفس المكان في 30 نوفمبر 1992.